# Gran Premio del Giappone 1976
Il Gran Premio del Giappone 1976 è stata la sedicesima, e ultima, prova della stagione 1976 del Campionato mondiale di Formula 1. Si è corsa domenica 24 ottobre 1976 sul Circuito del Fuji. La gara è stata vinta dallo statunitense Mario Andretti su Lotus-Ford Cosworth; per il vincitore si trattò del secondo successo nel mondiale. Ha preceduto sul traguardo il francese Patrick Depailler su Tyrrell-Ford Cosworth e il britannico James Hunt su McLaren-Ford Cosworth.
Grazie al terzo posto James Hunt si aggiudicò il suo primo, e unico, campionato del mondo piloti di F1 con un solo punto di scarto su Niki Lauda, che si ritirò dalla gara per le cattive condizioni atmosferiche, che avevano messo inizialmente in dubbio la stessa tenuta della gara.

## Vigilia

### Sviluppi futuri
Jochen Mass annunciò il suo passaggio alla March per il 1977, mentre la Shadow, sempre per la stagione successiva, liberò Jean-Pierre Jarier; venne messa in dubbio la prosecuzione del rapporto tra Brabham e Alfa Romeo.

### Analisi per il campionato piloti
L'austriaco Niki Lauda era ancora in testa al mondiale ma James Hunt lo tallonava a soli tre punti. Hunt però aveva sei vittorie contro le 5 di Lauda, per cui a ogni arrivo a pari punti avrebbe prevalso il britannico. Il regolamento del campionato prevedeva che contassero solo i migliori 7 risultati dei primi 8 gran premi, e i migliori 7 degli ultimi 8. Entrambi i piloti non dovevano scartare nulla, indipendentemente dal risultato dell'ultima gara.
Niki Lauda poteva laurearsi campione del mondo piloti se:
- avesse vinto.
- fosse terminato secondo o terzo, con Hunt che non vinceva.
- fosse terminato quarto o quinto e Hunt non arrivava tra i primi due.
- fosse terminato sesto e Hunt non arrivava fra i primi tre.
- fosse terminato settimo o peggio, e Hunt non giungeva fra i primi quattro.

James Hunt per laurearsi campione doveva:
- vincere.
- terminare secondo, con Lauda che non arrivava sul podio.
- terminare terzo, con Lauda che non faceva meglio del sesto posto.
- terminare quarto, con Lauda fuori dalla zona punti.

Di seguito è riportata la situazione, in base ai piazzamenti e alle possibili combinazioni, tra i due contendenti del campionato
| Pos | Pilota     | 1° | 2° | 3° | 4° | 5° | 6° | Punti |
| --- | ---------- | -- | -- | -- | -- | -- | -- | ----- |
| 1   | Niki Lauda | 5  | 2  | 2  | 1  | 0  | 0  | 68    |
| 2   | James Hunt | 6  | 1  | 0  | 1  | 1  | 0  | 65    |

| Pilota     | Risultato (punti totali) | Risultato (punti totali) | Punti massimi dei rivali (punti totali nel caso) | Punti massimi dei rivali (punti totali nel caso) |
| Pilota     | Risultato (punti totali) | Risultato (punti totali) | Lauda                                            | Hunt                                             |
| ---------- | ------------------------ | ------------------------ | ------------------------------------------------ | ------------------------------------------------ |
| Niki Lauda | 1°                       | 77                       |                                                  | -                                                |
| Niki Lauda | 2°                       | 74                       | 2° (71)                                          |                                                  |
| Niki Lauda | 3°                       | 72                       | 2° (71)                                          |                                                  |
| Niki Lauda | 4°                       | 71                       | 3° (69)                                          |                                                  |
| Niki Lauda | 5°                       | 70                       | 3° (69)                                          |                                                  |
| Niki Lauda | 6°                       | 69                       | 4° (68)                                          |                                                  |
| Niki Lauda | >6°                      | 68                       | 5° (67)                                          |                                                  |
| James Hunt | 1°                       | 74                       | 2° (74)                                          |                                                  |
| James Hunt | 2°                       | 71                       | 4° (71)                                          |                                                  |
| James Hunt | 3°                       | 69                       | 6° (69)                                          |                                                  |
| James Hunt | 4°                       | 68                       | ≥6° (68)                                         |                                                  |

La Scuderia Ferrari si era già, invece, aggiudicata la coppa costruttori al termine del Gran Premio di Watkins Glen, penultima prova del mondiale.

### Aspetti tecnici
La gara si tenne sul circuito del Fuji, posto ai piedi della montagna più alta dell'arcipelago giapponese. Il tracciato, lungo 4,3 km e che possedeva un rettifilo di 1,6 km, il più lungo del mondiale, venne definito dai tecnici come simile a quello di Anderstorp. Il record sul giro apparteneva allo statunitense Mark Donohue che con una McLaren aveva ottenuto 1'16"81.

### Aspetti sportivi
Per la prima volta una prova del Campionato mondiale di Formula 1 si corse in Asia. La gara non venne definita ufficialmente Gran Premio del Giappone ma Campionato del mondo di Formula 1 in Giappone. Ciò perché con tale nome era denominato un appuntamento della Formula 2000 giapponese di quell'anno. Si decise inizialmente di ammettere alla partenza solo 24 vetture, anche se poi ne partirono effettivamente 25.
Vi era una interessante nota locale data da un piccolo gruppo di piloti partecipanti al campionato nipponico di F2000, tutti all'esordio nel mondiale: Masami Kuwashima (inizialmente indicato quale pilota della RAM, che però non partecipò per le solite vicende giudiziarie) prese il posto di Warwick Brown alla Wolf-Williams, Noritake Takahara (che aveva già partecipato al BRDC International Trophy 1974 con la March) quello di Brett Lunger alla Surtees, Kazuyoshi Hoshino trovò un ingaggio sulla Tyrrell della Heroes Racing, mentre Masahiro Hasemi portò all'esordio la Kojima. Sulla vettura di Hoshino fecero il loro debutto nel mondiale le gomme Bridgestone, mentre sulla Kojima vennero montati degli pneumatici Dunlop, che tornava nel mondiale dopo 6 stagioni. Tra i costruttori si rivide, per l'ultima volta, la nipponica Maki, con Tony Trimmer nuovamente alla guida. Non parteciparono alla trasferta in Giappone l'Ensign, con Ickx infortunato, Otto Stuppacher e Henri Pescarolo, mentre l'Hesketh iscrisse il solo Ertl.
Lauda, qualche giorno prima della gara, chiese di poter testare il circuito, a lui sconosciuto, ma gli venne concesso solo di provarlo con una vettura stradale, anche se al sabato della settimana precedente la gara il tracciato venne testato da McLaren e Copersucar-Fittipaldi.

## Qualifiche

### Resoconto
Nella prima giornata di prove il miglior tempo fu di Mario Andretti su Lotus in 1'13"74, davanti a Carlos Pace e Clay Regazzoni. Il migliore dei piloti di casa fu Masahiro Hasemi su Kojima che ottenne il quarto tempo nella prima sessione, e l'ottavo al termine della giornata di prove. Il giapponese nella seconda sessione fu autore di un'uscita di pista che rovinò il telaio e costrinse a sospendere le prove. Lauda chiuse col quinto tempo, mentre il suo avversario diretto Hunt col sesto, a soli due centesimi dal tempo dell'austriaco. Anche Hunt però fu autore di un testacoda con conseguente uscita di pista.
Masami Kuwashima, dopo gli scarsi risultati nelle prove del venerdì e il mancato palesarsi degli sponsor che avrebbero dovuto sostenerlo, venne sostituito alla Wolf Williams dall'austriaco Hans Binder. Binder aveva fatto il suo esordio nel mondiale con l'Ensign nel Gran Premio d'Austria.
Andretti si confermò il più rapido anche nella seconda giornata di prove. Conquistò così la seconda pole nel mondiale, dopo otto anni da quella segnata nel Gran Premio degli Stati Uniti 1968. Questo periodo così lungo che intercorse tra le due pole rappresenta un record assoluto in termini di anni, mentre in termini di gran premi (107) venne eguagliata da Giancarlo Fisichella nel 2005. Per la Lotus fu la pole 68, la prima dopo il Gran Premio d'Argentina 1974. In prima fila si posizionò Hunt, che precedette Lauda e John Watson. Brambilla venne penalizzato dalla rottura del propulsore, mentre Regazzoni si trovò a utilizzare le gomme scartate da Lauda. Arturo Merzario fu colpito da una foratura in pieno rettilineo, ma fu capace di governare la sua vettura. Incidente anche per l'altra Wolf Williams di Hans Binder. L'unico non qualificato fu Tony Trimmer su Maki. Il pilota britannico disputò nelle prove pochi giri; venne fermato non solo dalla scarsa competitività della sua vettura, un nuovo modello della casa nipponica Maki: ma soprattutto dall'invito di altri team manager a non correre rischi, su una vettura apparentemente poco sicura. Il patron Shadow, Don Nichols, offrì il muletto del team a Trimmer, cosa che avrebbe finalmente permesso al bravo pilota inglese di prendere il via in un Gran Premio titolato di F1: ma gli sponsor giapponesi, che avevano sotto contratto Trimmer per il weekend di gara, non concessero il nulla osta.

### Risultati
Nella sessione di qualifica si è avuta questa situazione:
| Pos | Nº | Pilota             | Costruttore                 | Tempo   | Griglia |
| --- | -- | ------------------ | --------------------------- | ------- | ------- |
| 1   | 5  | Mario Andretti     | Lotus-Ford Cosworth         | 1'12"77 | 1       |
| 2   | 11 | James Hunt         | McLaren-Ford Cosworth       | 1'12"80 | 2       |
| 3   | 1  | Niki Lauda         | Ferrari                     | 1'13"08 | 3       |
| 4   | 28 | John Watson        | Penske-Ford Cosworth        | 1'13"29 | 4       |
| 5   | 3  | Jody Scheckter     | Tyrrell-Ford Cosworth       | 1'13"31 | 5       |
| 6   | 8  | Carlos Pace        | Brabham-Alfa Romeo          | 1'13"43 | 6       |
| 7   | 2  | Clay Regazzoni     | Ferrari                     | 1'13"64 | 7       |
| 8   | 9  | Vittorio Brambilla | March-Ford Cosworth         | 1'13"72 | 8       |
| 9   | 10 | Ronnie Peterson    | March-Ford Cosworth         | 1'13"85 | 9       |
| 10  | 51 | Masahiro Hasemi    | Kojima-Ford Cosworth        | 1'13"88 | 10      |
| 11  | 26 | Jacques Laffite    | Ligier-Matra                | 1'13"88 | 11      |
| 12  | 12 | Jochen Mass        | McLaren-Ford Cosworth       | 1'14"05 | 12      |
| 13  | 4  | Patrick Depailler  | Tyrrell-Ford Cosworth       | 1'14"15 | 13      |
| 14  | 16 | Tom Pryce          | Shadow-Ford Cosworth        | 1'14"23 | 14      |
| 15  | 17 | Jean-Pierre Jarier | Shadow-Ford Cosworth        | 1'14"32 | 15      |
| 16  | 6  | Gunnar Nilsson     | Lotus-Ford Cosworth         | 1'14"35 | 16      |
| 17  | 7  | Larry Perkins      | Brabham-Alfa Romeo          | 1'14"38 | 17      |
| 18  | 34 | Hans-Joachim Stuck | March-Ford Cosworth         | 1'14"38 | 18      |
| 19  | 20 | Arturo Merzario    | Wolf Williams-Ford Cosworth | 1'14"41 | 19      |
| 20  | 19 | Alan Jones         | Surtees-Ford Cosworth       | 1'14"60 | 20      |
| 21  | 52 | Kazuyoshi Hoshino  | Tyrrell-Ford Cosworth       | 1'14"65 | 21      |
| 22  | 24 | Harald Ertl        | Hesketh-Ford Cosworth       | 1'15"26 | 22      |
| 23  | 30 | Emerson Fittipaldi | Copersucar-Ford Cosworth    | 1'15"30 | 23      |
| 24  | 18 | Noritake Takahara  | Surtees-Ford Cosworth       | 1'15"77 | 24      |
| 25  | 21 | Hans Binder        | Wolf Williams-Ford Cosworth | 1'17"36 | 25      |
| 26  | 21 | Masami Kuwashima   | Wolf Williams-Ford Cosworth | 1'17"90 | NP      |
| NQ  | 54 | Tony Trimmer       | Maki-Ford Cosworth          | 1'30"91 | NQ      |

## Gara

### Resoconto
La domenica una forte pioggia colpì il circuito; le nuvole basse provocavano diversi problemi anche con la visibilità. Vennero effettuati inoltre dei lavori sulla pista per migliorare il drenaggio. La commissione piloti (formata da Lauda, Hunt, Jarier, Fittipaldi e Pace) si dichiarò contraria all'effettuazione della gara (di parere diverso furono solo Hans-Joachim Stuck, Vittorio Brambilla e i piloti di casa) ma Bernie Ecclestone e gli organizzatori convinsero a posticipare di due ore la partenza del gran premio, nella speranza di un miglioramento delle condizioni atmosferiche.
Alle 13:30, ora prefissata per la partenza, solo alcune vetture svolsero dei giri molto lenti per testare la situazione della pista. Tom Pryce, della Shadow, venne incaricato dagli altri colleghi di studiare il tracciato. Al termine della sua perlustrazione affermò l'impossibilità di effettuare la gara. Venne prospettata l'ipotesi che la gara non venisse considerata valida per il mondiale, così come di posticiparla al giorno seguente o di annullarla e chiudere il campionato mondiale con una gara da disputarsi nel 1977. Si decise alla fine, di far disputare la gara, con partenza alle 15:09, circa un'ora e mezza dopo quanto prefissato, sulla metà dei giri inizialmente previsti, a meno che le condizioni del tempo non fossero migliorate durante la gara.
In seguito si seppe che prima della partenza, tutti i principali piloti si erano riuniti ed accordati per ritirarsi dopo due giri, evitando i rischi troppo elevati per via della pioggia torrenziale e permettendo contemporaneamente agli organizzatori di non perdere i guadagni se la gara fosse stata annullata. In realtà, sulla linea di partenza quasi tutti i costruttori minacciarono di ritorsioni i loro piloti se avessero scelto di fermarsi volontariamente, e così oltre a Lauda gli unici a fermarsi furono Emerson Fittipaldi, Carlos Pace e Larry Perkins.
James Hunt partì in testa seguito da John Watson, Mario Andretti, Jody Scheckter, Vittorio Brambilla e Clay Regazzoni; Kazuyoshi Hoshino su una Tyrrell del team locale  Heroes Racing, che montava gomme Bridgestone era ottavo, mentre l'altro contendente al titolo, Niki Lauda era decimo. Al secondo giro Lauda rientrò ai box per ritirarsi: le condizioni della pista, per il pilota austriaco, erano troppo pericolose per gareggiare. Mauro Forghieri, tecnico della Scuderia Ferrari gli propose di dare la colpa ad un problema elettrico, ma Lauda preferì prendersi la responsabilità del ritiro. A Hunt, a quel punto, bastava arrivare quarto (sempre che la gara non fosse stata fermata troppo presto attribuendo così solo la metà dei punti previsti): avrebbe avuto gli stessi punti di Lauda ma sarebbe risultato primo in classifica per un numero maggiore di gare vinte (6 per l'inglese, 5 per Lauda).
Nei primi giri Vittorio Brambilla conquistò diverse posizioni. Era già secondo al terzo giro, dopo aver superato Scheckter e Andretti. Successivamente l'italiano della March fu costretto da una foratura a fermarsi ai box, ripartendo ottavo. Anche il giapponese Hoshino risalì terzo posto superando Scheckter al giro 10, favorito dagli pneumatici.
Brambilla recuperò rapidamente diverse posizioni, superando Mass, Patrick Depailler e Regazzoni poi Scheckter e Hoshino e al 14º giro fu di nuovo terzo. Il monzese superò poi Mario Andretti, tanto da attaccare James Hunt per il primo posto. Brambilla riuscì a passarlo ma subito dopo perse la testa della gara per un testacoda.
Jochen Mass e Patrick Depailler rinvennero dalle retrovie, superando prima Andretti e poi Brambilla. Smise di piovere così venne deciso di completare tutti i giri previsti (73). Al giro 27 Hoshino fu costretto al ritiro. Le sue gomme erano ormai consumate, e l'assenza di un treno di ricambio lo costrinse a fermarsi. Watson ruppe il motore della sua Penske, Mass compì un'uscita di pista mente Pryce s'installò al terzo posto, dopo aver passato in pochissimi giri lo stesso Watson, Andretti e Brambilla. Brambilla e Pryce si fermarono poco dopo, per guai tecnici.
Guidava James Hunt, davanti a Patrick Depailler, terzo Mario Andretti, poi Mass, Alan Jones con la Surtees e Nilsson. Hunt, in crisi con le coperture, decise di rallentare, venendo superato da Depailler e Andretti, tanto che il quarto posto era sufficiente per guadagnare il titolo 1976. Depailler forò, passò così in testa Andretti. Anche Hunt forò e fu costretto ad un cambio gomme a soli 4 giri dal termine. Hunt ripartì solo quinto, ma nel corso degli ultimi giri l'inglese superò prima Jones poi Regazzoni. Ci furono polemiche per la scarsa grinta che il ticinese mise nel bloccare Hunt, ma vi era da considerare che Regazzoni era rimasto senza informazioni e che l'esperimento del collegamento radio coi box, effettuato a Fiorano qualche settimana prima, non era stato poi portato in gara.
Primo fu Mario Andretti, cinque anni dopo la vittoria di Kyalami nel 1971, la Lotus fu di nuovo sul primo gradino del podio dopo due anni e ben 31 gran premi. Il giro più veloce venne inizialmente attribuito a Masahiro Hasemi sulla vettura giapponese Kojima. La cosa fu controversa in quanto nel giro nel quale il nipponico avrebbe fatto il giro più rapido è stato superato da tre vetture. Nei giorni successivi al gran premio gli organizzatori diffusero un comunicato che assegnava il giro più veloce a Jacques Laffite con un tempo di 1'19"97 al 70º giro, mentre era in lotta per la settima posizione con Harald Ertl (superato negli ultimi metri di corsa). Questo comunicato fu ripreso dalla Japan Automobile Federation (JAF). La correzione non fu però resa nota all'estero e ancora oggi viene assegnato da molti ad Hasemi il giro più veloce e solo recentemente il sito ufficiale della Formula 1 ha corretto l'errore.
Hunt fu terzo e, così, campione del mondo. Al termine della gara, non sapendo la sua esatta posizione di classifica il pilota inglese protestò contro la sua scuderia per non averlo richiamato prima per cambiare gli pneumatici, convinto di aver perduto il mondiale. Poi Teddy Mayer, il manager della McLaren, alzò tre dita al cielo, per indicargli la posizione raggiunta, e così Hunt si rese conto di aver vinto il titolo.
Al termine del gran premio Lauda affermò:
Con questo episodio, Hunt fu uno degli unici due campioni del mondo primo in classifica solo all'ultimo GP della stagione (l'altro fu John Surtees nel 1964 alla guida della Ferrari); successivamente, nel 2010 Sebastian Vettel fece lo stesso alla guida della Red Bull. Per la scuderia di Woking questo fu il secondo titolo piloti, dopo quello di Emerson Fittipaldi nel 1974, mentre il titolo costruttori era già stato assegnato alla Ferrari nel Gran Premio precedente a Watkins Glen.

### Risultati
I risultati del Gran Premio sono i seguenti:
| Pos | No | Pilota             | Costruttore                 | Giri | Tempo/Ritiro                          | Pos.Griglia | Punti |
| --- | -- | ------------------ | --------------------------- | ---- | ------------------------------------- | ----------- | ----- |
| 1   | 5  | Mario Andretti     | Lotus-Ford Cosworth         | 73   | 1h43'58"86                            | 1           | 9     |
| 2   | 4  | Patrick Depailler  | Tyrrell-Ford Cosworth       | 72   | + 1 Giro                              | 13          | 6     |
| 3   | 11 | James Hunt         | McLaren-Ford Cosworth       | 72   | + 1 Giro                              | 2           | 4     |
| 4   | 19 | Alan Jones         | Surtees-Ford Cosworth       | 72   | + 1 Giro                              | 20          | 3     |
| 5   | 2  | Clay Regazzoni     | Ferrari                     | 72   | + 1 Giro                              | 7           | 2     |
| 6   | 6  | Gunnar Nilsson     | Lotus-Ford Cosworth         | 72   | + 1 Giro                              | 16          | 1     |
| 7   | 26 | Jacques Laffite    | Ligier-Matra                | 72   | + 1 Giro                              | 11          |       |
| 8   | 24 | Harald Ertl        | Hesketh-Ford Cosworth       | 72   | + 1 Giro                              | 22          |       |
| 9   | 18 | Noritake Takahara  | Surtees-Ford Cosworth       | 70   | + 3 Giro                              | 24          |       |
| 10  | 17 | Jean-Pierre Jarier | Shadow-Ford Cosworth        | 69   | + 4 Giri                              | 15          |       |
| 11  | 51 | Masahiro Hasemi    | Kojima-Ford Cosworth        | 66   | + 7 Giri                              | 10          |       |
| Rit | 3  | Jody Scheckter     | Tyrrell-Ford Cosworth       | 58   | Surriscaldamento                      | 5           |       |
| Rit | 21 | Hans Binder        | Wolf Williams-Ford Cosworth | 49   | Ruota                                 | 25          |       |
| Rit | 16 | Tom Pryce          | Shadow-Ford Cosworth        | 46   | Energia                               | 14          |       |
| Rit | 9  | Vittorio Brambilla | March-Ford Cosworth         | 38   | Problemi elettrici                    | 8           |       |
| Rit | 34 | Hans-Joachim Stuck | March-Ford Cosworth         | 37   | Problemi elettrici                    | 18          |       |
| Rit | 12 | Jochen Mass        | McLaren-Ford Cosworth       | 35   | Incidente                             | 12          |       |
| Rit | 28 | John Watson        | Penske-Ford Cosworth        | 33   | Motore                                | 4           |       |
| Rit | 52 | Kazuyoshi Hoshino  | Tyrrell-Ford Cosworth       | 27   | Gomme                                 | 21          |       |
| Rit | 20 | Arturo Merzario    | Wolf Williams-Ford Cosworth | 23   | Cambio                                | 19          |       |
| Rit | 30 | Emerson Fittipaldi | Copersucar-Ford Cosworth    | 9    | Ritiro volontario                     | 23          |       |
| Rit | 8  | Carlos Pace        | Brabham-Alfa Romeo          | 7    | Ritiro volontario                     | 6           |       |
| Rit | 1  | Niki Lauda         | Ferrari                     | 2    | Ritiro volontario                     | 3           |       |
| Rit | 7  | Larry Perkins      | Brabham-Alfa Romeo          | 1    | Ritiro volontario                     | 17          |       |
| Rit | 10 | Ronnie Peterson    | March-Ford Cosworth         | 0    | Motore                                | 9           |       |
| NP  | 21 | Masami Kuwashima   | Wolf Williams-Ford Cosworth |      | Vettura utilizzata da un altro pilota | 26          |       |
| NQ  | 54 | Tony Trimmer       | Maki-Ford Cosworth          |      |                                       |             |       |

## Statistiche
Piloti
- 1° e unico titolo mondiale per James Hunt
- 2° vittoria per Mario Andretti
- 1º Gran Premio per Kazuyoshi Hoshino e Noritake Takahara
- 1° e unico Gran Premio per Masahiro Hasemi e Masami Kuwashima

Costruttori
- 58° vittoria per la Lotus
- 1º Gran Premio per la Kojima
- Ultimo Gran Premio per la Maki e per la Wolf-Williams

Motori
- 96ª vittoria per il motore Ford Cosworth

Giri al comando
- James Hunt (1-61)
- Patrick Depailler (62-63)
- Mario Andretti (64-73)

## Classifiche

### Piloti
| Pos | Pilota             | Punti |
| --- | ------------------ | ----- |
| 1   | James Hunt         | 69    |
| 2   | Niki Lauda         | 68    |
| 3   | Jody Scheckter     | 49    |
| 4   | Patrick Depailler  | 39    |
| 5   | Clay Regazzoni     | 31    |
| 6   | Mario Andretti     | 22    |
| 7   | John Watson        | 20    |
| 8   | Jacques Laffite    | 20    |
| 9   | Jochen Mass        | 19    |
| 10  | Gunnar Nilsson     | 11    |
| 11  | Ronnie Peterson    | 10    |
| 12  | Tom Pryce          | 10    |
| 13  | Hans-Joachim Stuck | 8     |
| 14  | Carlos Pace        | 7     |
| 15  | Alan Jones         | 7     |
| 16  | Carlos Reutemann   | 3     |
| 17  | Emerson Fittipaldi | 3     |
| 18  | Chris Amon         | 2     |
| 19  | Vittorio Brambilla | 1     |
| 20  | Rolf Stommelen     | 1     |

### Costruttori
| Pos | Costruttore              | Punti |
| --- | ------------------------ | ----- |
| 1   | Ferrari                  | 83    |
| 2   | McLaren -Ford Cosworth   | 74    |
| 3   | Tyrrell-Ford Cosworth    | 71    |
| 4   | Lotus-Ford Cosworth      | 29    |
| 5   | Penske-Ford Cosworth     | 20    |
| 6   | Ligier-Matra             | 20    |
| 7   | March-Ford Cosworth      | 19    |
| 8   | Shadow-Ford Cosworth     | 10    |
| 9   | Brabham-Alfa Romeo       | 9     |
| 10  | Surtees-Ford Cosworth    | 7     |
| 11  | Copersucar-Ford Cosworth | 3     |
| 12  | Ensign-Ford Cosworth     | 2     |
| 13  | Parnelli-Ford Cosworth   | 1     |